# Carlos Kleiber
Pour les articles homonymes, voir Kleiber.
Répertoire
Symphonie germanique, opéra italien et allemand
Carlos Kleiber, né à Berlin le 3 juillet 1930 et mort à Konjšica (en) en Slovénie le 13 juillet 2004, est un chef d'orchestre austro-américain né en Allemagne, avant le départ de ses parents pour l'Argentine où il a grandi.
Il était considéré comme l'un des chefs d'orchestre les plus talentueux et les plus demandés de sa génération, bien que son catalogue soit relativement court en raison de sa réticence à voyager et de son caractère perfectionniste. Sans être lié à des orchestres en particulier, il a dirigé des orchestres renommés, notamment l'Orchestre philharmonique de Vienne et l'orchestre de l'Opéra d'État de Bavière, et a enregistré  pour Deutsche Grammophon.

## Biographie
Fils du chef d’orchestre autrichien Erich Kleiber et de Ruth Goodrich, une Américaine, Carlos Kleiber est né Karl Ludwig Kleiber à Berlin, où son père occupe alors le poste de directeur musical de la Staatsoper. Opposé aux autorités nazies, notamment sur des questions musicales, Erich émigre en 1935 avec sa famille en Argentine, où il va diriger les opéras allemands au célèbre Teatro Colón de Buenos Aires. C’est là que le jeune Karl s’initie à la musique, apprenant le piano et les timbales. Il modifie son prénom. Sa nationalité réelle demeure un mystère. Certains affirment qu'il a pris, lors de son exil à Buenos Aires, la nationalité argentine et qu'il ne l'a jamais quittée ; d'autres prétendent qu'il a été naturalisé autrichien en 1980.
De retour en Europe avec ses parents à la fin de la guerre, il entame des études de chimie à l'École polytechnique fédérale de Zurich sous la pression paternelle. Son amour de la musique sera néanmoins le plus fort et il s'y remet vite, composant parfois à ses heures. En 1952, il obtient un poste de répétiteur au Gärtnerplatz Theater de Munich puis, en 1956, à Vienne, à la Volksoper, où il sera nommé chef d'orchestre en 1958. C'est également en 1954 qu'il fait ses débuts de chef d'orchestre à Potsdam sous le pseudonyme de Karl Keller.
De 1958 à 1964, il est nommé maître de chapelle à la Deutsche Oper am Rhein de Düsseldorf/Duisburg. De 1964 à 1966, il occupe les mêmes fonctions à Zurich. Entre 1966 et 1973, il devient premier Kapellmeister à Stuttgart, mais se fixe dès 1968 à Munich, où il dirigera régulièrement l'orchestre de la Bayerische Staatsoper, même après en avoir quitté le poste d'attaché musical en 1973.

### Un chef d'orchestre itinérant
En 1966, Carlos Kleiber est invité au Festival d'Édimbourg, où il dirige Wozzeck d'Alban Berg, une œuvre dont son père avait assuré la première en 1925. Même si le fils a des choix personnels, sa carrière ressemble beaucoup à celle d'Erich.
En 1974, il fait ses débuts au Festival de Bayreuth en dirigeant une série de représentations de Tristan et Isolde où sont réunis Catarina Ligendza, Helge Brilioth et Yvonne Minton. Il reprendra souvent cet opéra avec des distributions différentes et l'enregistrera avec la Staatskapelle de Dresde en imposant la soprano galloise Margaret Price face aux sceptiques.
En 1976, il enregistre en public à la Scala de Milan Otello. Placido Domingo, qui le surnommait « le magicien » [réf. nécessaire], interprète le rôle-titre, Mirella Freni celui de Desdémone et Piero Cappuccilli celui de Iago. Le chef n'avait encore jamais dirigé cet opéra. « On y entend le tonnerre gronder comme jamais et puis soudain, dans le duo d'amour entre Otello et Desdémone, à la fin du premier acte, c'est un miracle de délicatesse et de douceur », écrit Elisabeth Forbes dans la notice nécrologique qu'elle lui a consacrée le 21 juillet 2004 dans le journal londonien The New Independant, Londres.
Kleiber se produit également aux États-Unis en 1977 avec l'opéra de Los Angeles puis, en 1983, avec le Chicago Symphony Orchestra. Ses débuts au Metropolitan Opera de New York datent de 1988 ;  il y dirige La Bohème de Puccini avec Luciano Pavarotti et Mirella Freni. Par ailleurs il est également souvent présent au festival de Vienne.
En 1985, il vient à Florence diriger La Traviata dans une mise en scène de Franco Zeffirelli. Il prête aussi plusieurs fois son concours au traditionnel Concert du nouvel an télévisé de Vienne, où il dirige les valses et les polkas de Johann Strauss fils. Également de manière occasionnelle, il dirige des productions de La Chauve-Souris du même compositeur sur la scène de l'opéra de Munich à l'occasion de Noël.
N'aimant pas voyager, Carlos Kleiber se déplace peu en dehors de l'Europe. Mais il ne résiste pas aux cachets importants que lui propose le Japon, où il se rend à de nombreuses reprises pour diriger Le Chevalier à la rose. Fasciné par la musique française, il rêvera toute sa vie de diriger en France Carmen de Bizet.
À la mort de Herbert von Karajan en 1989, il est fortement pressenti pour lui succéder à la tête de l'Orchestre philharmonique de Berlin, formation de réputation internationale qui n'a connu que quatre chefs depuis sa fondation en 1882. Mais des raisons commerciales se mêlent aux choix artistiques, car un artiste placé sous le label de la Deutsche Grammophon doit prendre en priorité les rênes de cet orchestre. Carlos Kleiber, pourtant lié par un contrat avec cette firme, décline la proposition, son répertoire restreint ne coïncidant pas avec la réputation de l'orchestre.

### Un grand chef trop rare
Effectivement Carlos Kleiber dirige peu d'œuvres et se fait plutôt rare, annulant souvent à la dernière minute. Réputé perfectionniste, il ne se liera en fait jamais à un orchestre ni à une scène lyrique déterminés. Son perfectionnisme l'amène à travailler en détail les partitions et à organiser un grand nombre de répétitions (34 pour son premier Wozzeck et 17 pour La Bohème de Covent Garden)[réf. nécessaire]. La cantatrice Gwyneth Jones disait de lui en 1982 : « C'est un géant. Son sens de l'analyse est unique ; et cet homme connu pour être peu bavard peut vous donner, des heures durant, et avec humour, des centaines de précisions qui, toutes, se révèlent utiles. » Sa Maréchale et l'Octavian de Brigitte Fassbaender du Chevalier à la rose de 1979 à Munich feront date.
Plusieurs anecdotes illustrent le perfectionnisme du chef. Par exemple, lors d’une répétition de la quatrième symphonie de Beethoven, à Vienne, Kleiber annula le concert après les répétitions du deuxième mouvement, le chef précisant vouloir « Thérèse Thérèse », alors que les Philharmoniker faisaient selon lui « Marie, Marie ». De même, lorsqu’il est venu pour la deuxième fois à Berlin jouer avec le Philharmonique, Kleiber avait réservé un avion chaque soir, au cas où il partirait.

Peter Jonas, à la tête de l'orchestre de l'opéra de Chicago, dit de Kleiber en 1983 : 

« Certains chefs d'orchestre ne font les choses que lorsqu'ils le décident. Pour Kleiber, c'est différent. Il ne s'agit pas du quand il veut interpréter une œuvre ; mais de comment il sent une œuvre. Tout paraît extrêmement difficile, et force est de dire que chaque pièce qu'il a dirigée est née d'un terrible conflit personnel. »

En dehors de l'opéra, le chef autrichien dirigera tout particulièrement les symphonies n° 4 & 7 de Beethoven, les symphonies 2 & 4 de Brahms et les symphonies n° 33 et 36 de Mozart. S'il a enregistré la symphonie n°5 de Beethoven, il ne la dirigera que rarement en concert et la retirera finalement de son répertoire dès le début des années 80. Pour la symphonie n° 6 de Beethoven, il ne la dirigera qu'une seule fois le 7 novembre 1983. Elle fut enregistrée par la radio bavaroise et publiée peu avant sa disparition. Concernant Schubert, les symphonies no 3 et no 8 (Inachevée) ont été enregistrées avec l’Orchestre philharmonique de Vienne mais il ne les dirigea qu'assez peu en concert, et les retirera aussi de son répertoire au début des années 80. Ses apparitions à la tête de l'orchestre royal du Concertgebouw d'Amsterdam ou de l'orchestre philharmonique de Berlin furent extrêmement rares, car il préférait la plupart du temps travailler avec l'orchestre de l'Opéra d'État de Bavière. Les deux concerts de Nouvel an qu'il dirigea à Vienne en 1989 et 1992 firent date et contribuèrent à le faire connaître auprès du grand public.
De la 5e de Beethoven avec l'orchestre philharmonique de Vienne, un journaliste du magazine Time écrivit, en 1975, qu'il lui semblait, en l'écoutant, qu'« Homère était soudain ressuscité pour réciter L'Iliade ». Il dirige aussi Mozart, Haydn, Alban Berg ou, en souvenir de son père, enregistre en concert (décembre 1972) la symphonie no 2 de Alexandre Borodine avec l'Orchestre symphonique de la radio de Stuttgart.
Le 20 octobre 1994 il fait ses adieux à l'opéra avec Le Chevalier à la rose de Richard Strauss, œuvre qu'il aura le plus jouée dans sa carrière (plus de 120 représentations), qu'il dirige une nouvelle fois à Tokyo et à Vienne où elle sera captée. Ses derniers concerts symphoniques ont lieu à la tête du Bayerisches Staatsorchester, en janvier 1999, à Valence puis à Las Palmas de Gran Canaria et à Santa Cruz de Tenerife, lors du Festival de Música de Canarias, et, finalement, en février 1999, à Valence et Cagliari.
Marié à la ballerine slovène Stanislava Brezovar, dite Stanka (1937-2003), dont il a eu deux enfants (Marko et Lillian), Carlos Kleiber est mort à soixante-quatorze ans dans sa maison de vacances en Slovénie, sept mois après le décès de sa femme. Il est enterré auprès d'elle dans le village de Konjšica, à quelques kilomètres de Litija. Les circonstances réelles de son décès  le 13 juillet 2004, à 74 ans, demeurent incertaines, car nul ne sait s'il a succombé au cancer qui le minait ou s'il s'est suicidé, comme peut-être sa mère.
Carlos Kleiber n'a jamais accordé d'interview télévisée. Par ailleurs, à la différence de son père, il ne s'est pas intéressé à la musique de son temps.

## Discographie sélective

### Opéras
- Alban Berg, Wozzeck, avec Wendy Fine, Theo Adam, Fritz Uhl, Georg Paskuda et Kieth Engen, Orchestre de l'Opéra d'État de Bavière, 1970 (enregistrement public).
- Georges Bizet, Carmen, avec Elena Obraztsova et Placido Domingo, Orchestre philharmonique de Vienne, 1978 (DVD).
- Giuseppe Verdi :
  - Otello, avec Placido Domingo, Mirella Freni et Piero Cappuccilli, Orchestre du Théâtre de La Scala, 1976 (enregistrement public).
  - Otello, avec Placido Domingo et Anna Tomowa-Sintow, Orchestre du Théâtre de La Scala, 1981, au Japon (enregistrement public).
  - La Traviata, avec Ileana Cotrubas et Placido Domingo, Orchestre d'État de Bavière, 1976-1977.
  - La Traviata, avec Cecilia Gasdia, Orchestre du Maggio Musicale Fiorentino, 1993.
  - La Traviata, avec Adriana Maliponte, Orchestre d'État de Bavière, remastérisé en 2008.
- Giacomo Puccini
  - La Bohème, avec Lucia Popp, Luciano Pavarotti et Piero Cappuccilli, Orchestre du Théâtre de La Scala, 1975 (enregistrement public).
  - La Bohème, avec Ileana Cotrubas et Giacomo Aragall, Orchestre du Royal Opera House, Covent Garden, 1979 (enregistrement public).
- Johann Strauss fils : La Chauve-Souris, avec Julia Varady, Lucia Popp, Hermann Prey et René Kollo, Orchestre de l'État de Bavière, 1976.
- Richard Strauss :
  - Le Chevalier à la rose, avec Claire Watson, Brigitte Fassbaender et Karl Ridderbusch, Orchestre de l'Opéra d'État de Bavière, Munich, 1973.
  - Le Chevalier à la rose, avec Gwyneth Jones, Brigitte Fassbaender et Lucia Popp, Orchestre d'État de Bavière, 1979 (DVD).
  - Elektra, avec Martha Mödl, Orchestre de l'opéra de Stuttgart, 1971 (enregistrement public).
- Richard Wagner
  - Tristan et Isolde, avec Margaret Price et René Kollo, Orchestre de la Staatskapelle de Dresde, 1980-1982.
  - Tristan et Isolde, avec Catarina Ligendza et Helge Brilioth, Orchestre du Festival de Bayreuth, 1974.
- Carl Maria von Weber, Der Freischütz, avec Gundula Janowitz, Edith Mathis et Theo Adam, Orchestre de la Staatskapelle de Dresde, 1973.

### Hors opéras
- Ludwig van Beethoven :
  - Symphonie no 4, avec l'Orchestre d'État de Bavière, 1982 (enregistrement public).
  - Symphonie no 5, avec l'Orchestre philharmonique de Vienne, 1974.
  - Symphonie no 6 Pastorale, avec l'Orchestre d'État de Bavière, 1983 (enregistrement public).
  - Symphonie no 7, avec l'Orchestre philharmonique de Vienne, 1975-1976.

Symphonie numéro 7 avec Bayerische Staatsoper,, 1982
- Johannes Brahms :
  - Symphonie no 2, avec l'Orchestre philharmonique de Vienne, 1995.
  - Symphonie no 4, avec l'Orchestre philharmonique de Vienne, 1980.
- Franz Schubert :
  - Symphonie no 3, avec l'Orchestre philharmonique de Vienne, 1978.
  - Symphonie no 8 Inachevée, avec l'Orchestre philharmonique de Vienne, 1978.
- Antonín Dvořák et Franz Schubert, Concerto pour piano et orchestre et Fantaisie Wanderer, avec Sviatoslav Richter piano, et l'Orchestre d'État de Bavière, 1976.
- Alexandre Borodine, Symphonie no 2, avec l'Orchestre de la radio de Stuttgart et le NBC symphony orchestra [remastérisé en 2004].
- Gustav Mahler, Das Lied von der Erde, avec Christa Ludwig, Orchestre symphonique de Vienne, 1967 [réédition en 2014 dans un son tout à fait acceptable].

### Divers
- Carlos Kleiber : the Legend : compositeurs et orchestres divers, 2004. DVD.
- Carlos Kleiber en répétition, Wagner : Tristan et Isolde, répétitions du Prélude et de la Mort d'Isolde, Orchestre de la radio de Stuttgart [remastérisé en 2006].
- Mozart, Haydn, Berg, avec l'Orchestre philharmonique de Vienne [remastérisé en 2006].
- In light music, Nicolaï, Offenbach, Johann Strauss fils, Joseph Strauss, avec l'Orchestre de l'Opéra de Zurich et l'Orchestre de l'Opéra du Rhin [remastérisé en 2001].
- Schubert, Beethoven, Butterworth, Borodin, Mahler, orchestres divers, 1967, 1972, 1978 [remastérisé en 2000].
- Carlos Kleiber dirige Strauss : Johann Strauss, Johann Strauss fils, Joseph Strauss, avec l'Orchestre philharmonique de Vienne, 1991.
- Concert du nouvel an, avec l'orchestre philharmonique de Vienne, 1989 et 1992.
- Weber, Ouverture du Freischütz, Brahms, Symphonie no 4, avec l'Orchestre philharmonique de Vienne [remastérisé en 2000].
- Mozart, Symphonie no 36 Linz et Brahms, Symphonie no 2, avec l'Orchestre philharmonique de Vienne [remastérisé en 2004].
- Haydn, Symphonie no 94 et Beethoven, Symphonie no 7, avec l'Orchestre philharmonique de Cologne, 1994.
- Haydn, Symphonie no 94 et Mozart, Symphonie no 36 Linz, avec l'Orchestre philharmonique de Vienne, 1994.

#### Articles
- Olivier Bellamy, Patrick Szersnovicz et François Lafont (discographie), « Carlos Kleiber : une énigme à tout jamais », Le Monde de la musique, Paris, no 290,‎ septembre 2004, p. 38–49

#### Bases de données et dictionnaires
- Ressources relatives à la musique :   - AllMusic
  - Bayerisches Musiker-Lexikon Online
  - Discography of American Historical Recordings
  - Discogs
  - Grove Music Online
  - Last.fm
  - MusicBrainz
  - Muziekweb
  - Rate Your Music
- Ressource relative au spectacle :   - Archives suisses des arts de la scène
- Ressource relative à plusieurs domaines :   - Radio France
- Ressource relative à l'audiovisuel :   - IMDb
- Notices dans des dictionnaires ou encyclopédies généralistes :   - Brockhaus
  - Den Store Danske Encyklopædi
  - Deutsche Biographie
  - Enciclopedia De Agostini
  - Gran Enciclopèdia Catalana
  - Internetowa encyklopedia PWN
  - Nationalencyklopedin
  - Munzinger
  - Store norske leksikon
  - Treccani
  - Universalis
  - Visuotinė lietuvių enciklopedija
- Notices d'autorité :   - VIAF
  - ISNI
  - BnF (données)
  - IdRef
  - LCCN
  - GND
  - Italie
  - Japon
  - CiNii
  - Espagne
  - Pays-Bas
  - Pologne
  - Israël
  - NUKAT
  - Catalogne
  - Suède
  - Australie
  - Norvège
  - WorldCat